# アルフレッド (戦列艦)
|          | |
| 艦歴     | |
| 発注:    | 1772年8月13日 |
| 建造:    | チャタム工廠 |
| 進水:    | 1778年10月22日 |
| その後:  | 1814年解体 |
| 性能諸元 | |
| クラス:  | アルフレッド級戦列艦 |
| 全長:    | 砲列甲板：169ft（52m） 竜骨：38ft 5¼in（42.3m）                                                                              |
| 全幅:    | 47ft 2in（14.4m） |
| 喫水:    | 20ft（6.1m） |
| 機関:    | 帆走（3本マストシップ） |
| 兵装:    | 74門： 上砲列：18ポンド（8kg）砲28門 下砲列：32ポンド（15kg）砲28門 後甲板：9ポンド（4kg）砲14門 艦首楼：9ポンド（4kg）砲4門 |

アルフレッド（HMS Alfred）はジョン・ウィリアムズ設計のアルフレッド級74門3等戦列艦。1778年10月22日にチャタム工廠で進水した。

## 参加海戦
- チェサピーク湾の海戦
- サン・ビセンテ岬の月光の海戦
- セインツの海戦
- 栄光の6月1日
- コペンハーゲンの海戦